# 오페라의 유령 (1943년 영화)
오페라의 유령(Phantom Of The Opera)은 미국에서 제작된 아서 루빈 감독의 1943년 드라마, 뮤지컬 영화이다. 넬슨 에디 등이 주연으로 출연하였고 조지 와그너 등이 제작에 참여하였다.

## 출연

### 주연
- 넬슨 에디
- 수잔나 포스터

### 조연
- 클로드 레인스
- 에드가 베리어
- 레오 카리요
- J. 에드워드 브롬버그
- 프리츠 펠드

## 제작진
- 원작자: 가스통 르루
- 미술: 알렉산더 골릿즌
- 미술: 존 B. 굿맨
- 의상: 베라 웨스트